# Une vie (20 ans déjà)
Une vie (20 ans déjà) è un cofanetto video postumo della cantante italo-francese Dalida, pubblicato nel 2007 da Universal Music France.
Questo album video venne creato per ricordare la cantante nei vent'anni dalla sua scomparsa, assieme ad altri tre dischi: Les 101 plus belles chansons, L'Originale e la riedizione di Italia Mia.
Venne pubblicato in due versioni limited edition: un cofanetto con otto DVD per un totale di trecento diciassette tracce (più di venti ore di musiche e documenti) ed un cofanetto di tre DVD con cento quindici tracce (più di sette ore di registrazioni). Le copertine di entrambi i box presentano la scritta "Dalida" e l’orecchino sinistro della fotografia in rilievo, di color giallo dorato. Ogni DVD contiene anche un libretto descrittivo.
Nell'album sono presenti apparizioni televisive, canzoni ed anche alcuni documenti inediti come, ad esempio, il brano Toi c'est pas pareil, interpretato alla televisione francese da Dalida in trio con Alice Dona e Serge Lama nel 1977.
Il periodo musicale considerato nel box set di otto dischi parte dal 1957 ed arriva al 1985, con anche alcune tracce postume del 1997, 1998 e 2001.
Nel 2010, tutti gli 8 DVD del cofanetto vennero anche commercializzati singolarmente. Esiste, inoltre, una versione del cofanetto 3 DVD che non mostra la scritta "Dalida" in rilievo e le copertine dei singoli DVD sono in plastica rigida nera, a differenza degli originali in cartone lucido.

## Tracce (Cofanetto 8 DVD)

### Volume 1: 1957/1962
1. Le barbier de Séville (INEDITO - estratto live, in italiano)
2. Marchand de fruits (live)
3. Bambino (estratto live)
4. Buenas noches mi amor (live)
5. Histoire d'un amour (live)
6. Gondolier (live)
7. Les Gitans (live)
8. Aïe mon cœur (estratto live)
9. Come prima (estratto live)
10. Miguel (live)
11. Ay! Mourir pour toi (live)
12. Bambino (live)
13. Gondolier
14. Come prima
15. Dans le bleu du ciel bleu
16. Interview par Michèle Arnauld
17. Ciao ciao bambina
18. Hava Naguila
19. Mes frères
20. Gli zingari (versione in italiano di Les Gitans)
21. Love in Portofino
22. La chanson d'Orphée
23. Je pars
24. J'ai rêvé
25. T'aimer follement
26. Romantica
27. Les enfants du Pirée
28. Itsi bitsi petit bikini
29. O sole mio
30. Gosse de Paris
31. Interview par Philippe Noiret et Jean-Pierre Darras
32. Garde-moi la dernière danse
33. La joie d'aimer
34. Nuits d'Espagne
35. Je me sens vivre
36. Vingt-quatre mille baisers
37. Avec une poignée de terre
38. Interview "Pourquoi pas?"
39. Comme une symphonie
40. La leçon de twist
41. À ma chance
42. Le petit Gonzales
43. Que sont devenues les fleurs
44. La partie de football
45. Tu croiras
46. Chez moi
47. Quand revient l'été
48. La vie en rose
49. Parlez-moi d'amour
50. Je n'ai jamais pu t'oublier
51. Ne t'en fais pas pour ça (ESECUZIONE INEDITA - in duo con Frank Alamo)
52. Le jour où la pluie viendra (estratto)
53. Le jour le plus long

### Volume 2: 1963/1970
1. Bonsoir mon amour
2. Flamenco (versione in francese)
3. Scandale dans la famille
4. Tu n'as pas mérité
5. Interview
6. La danse de Zorba
7. Viva la pappa (versione in francese)
8. Tant d'amour du printemps
9. Interview par Denise Glaser
10. Hene ma tov
11. Le printemps sur la colline
12. La Sainte Totoche
13. Bambino
14. Et... et...
15. El Cordobes (versione in francese)
16. La morale de l'histoire (INEDITO - Daniel Gélin, Christiane Minazzoli, Dalida)
17. Petit homme
18. Parlez-moi de lui
19. Tendre amour
20. Dans ma chambre
21. Interview par Denise Glaser
22. El Cordobes (versione in francese)
23. Viva la pappa (live - versione in francese)
24. Parlez-moi de lui
25. Dans ma chambre
26. Mama (versione in francese)
27. Petit homme
28. Ciao amore, ciao (versione in francese)
29. Les grilles de ma maison
30. La chanson de Yohann
31. Et... et...
32. Aranjuez la tua voce
33. À qui?
34. Entrez sans frapper
35. Je reviens te chercher
36. Loin dans le temps
37. Tzigane
38. Si j'avais des millions
39. Interview par José Artur
40. La bambola
41. Darla dirladada (versione in francese)

### Volume 3: 1969/1971
1. Les Gitans (versione differente)
2. Le temps des fleurs (live)
3. La danse de Zorba (versione strumentale)
4. L'anniversaire (live)
5. Les anges noirs (live)
6. Si c'était à refaire (live)
7. Comment faire pour oublier (live)
8. Darla dirladada (live - versione in francese)
9. Ils ont changé ma chanson (live)
10. Le septième jour
11. Je m'endors dans tes bras
12. Le temps des fleurs
13. Bambino (live)
14. Pars
15. Interview par Aimée Mortimer
16. Si c'était à refaire
17. Zoum zoum zoum
18. Les violons de mon pays
19. L'an 2005
20. Ma mère me disait
21. Interview par Arnaud Desjardins
22. Avant de te connaître (live)
23. Les couleurs de l'amour (live)
24. Concerto pour une voix
25. La mia vita è una giostra
26. Hey love
27. Medley (live)
28. Comment faire pour oublier
29. Ciao amore, ciao (live - versione in italiano)
30. Interview par Georges De Caunes
31. Deux colombes (live)
32. Entre les lignes entre les mots
33. Jésus bambino
34. Tout au plus
35. Mais il y a l'accordéon
36. Mamy Blue (live)

### Volume 4: 1971/1973
1. Avec le temps (live)
2. Interview par Christophe Izard
3. Chanter les voix (live)
4. Darla dirladada (live - versione in francese)
5. Que reste-t-il de nos amours? (ESECUZIONE INEDITA - live - in duo con Charles Trenet)
6. Une vie
7. Reportage en répétition de "Parle plus bas" (estratto)
8. Parle plus bas (Le Parrain)
9. Il faut du temps
10. Avec le temps
11. Interview par Denise Glaser
12. Jésus Kitsch (estratto)
13. Avec le temps (estratto)
14. Jésus Kitsch
15. L'amour qui venait du froid
16. Reportage: "Dalida en Père Noel"
17. Medley en italien (INEDITO - live - in duo con Claude François)
18. Pour ne pas vivre seul
19. Les choses de l'amour (live)
20. Interview par Louis Bozon
21. Paroles, paroles (in duo con Alain Delon)
22. À bout portant (documentario)
23. Darla dirladada (estratto live - versione in francese)
24. Jésus Kitsch
25. Ma mélo mélodie
26. Répétitions Hene ma tov (estratto live)
27. Avec le temps (estratto live)
28. Le fermier (estratto live)
29. Mamina (live)
30. Les choses de l'amour (live)
31. Ciao amore, ciao (estratto live - versione in francese)
32. Ils ont changé ma chanson (estratto live)
33. Mais il y a l'accordéon
34. Medley (INEDITO - Sacha Distel, Marcel Amont, Henri Salvador e Dalida)
35. Que reste-t-il de nos amours?
36. Mais il y a l'accordéon
37. Pour ne pas vivre seul (live)
38. Paroles, paroles (cantato in duo con Alain Delon - partecipazione video con Roger Pierre)
39. Reportage: Dalida en studio
40. Vado via (live)
41. Non ce n'est pas pour moi

### Volume 5: 1974/1977
1. À propos des rêves
2. Manuel (live)
3. Le jeu du pot-pourri
4. Il venait d'avoir 18 ans (live)
5. À propos des débuts au cinéma
6. Le jeu des improvisations
7. Sur les images de sa maison de Montmartre
8. 20 questions dans le tunnel et le jeu de l'homme idéal
9. Gigi l'amoroso (live - versione in francese)
10. Anima mia
11. Ta femme (live)
12. Reportage: chez Balmain
13. Nous sommes tous morts à vingt ans
14. Il venait d'avoir 18 ans (live)
15. Julien (live)
16. Et de l'amour... de l'amour (in duo con Richard Chanfray)
17. J'attendrai
18. Ne lui dis pas
19. Tico tico
20. Ta femme
21. Mein Lieber Herr (versione in francese)
22. La mer
23. Le petit bonheur
24. C'est mieux comme ça
25. À propos d'Orlando
26. Besame mucho
27. Captain sky
28. Les clefs de l'amour
29. Femme est la nuit
30. Gigi l'amoroso (versione in francese)
31. Séquence trophée "Les oscars en 1974"

### Volume 6: 1976/1979
1. Dalida raconte ses débuts
2. Tico tico
3. Son arrivée à Paris...
4. Quand on n'a que l'amour
5. Commente son enfance...
6. Le Lambeth Walk
7. Sa maison en Corse...
8. Depuis qu'il vient chez nous
9. Ses spectacles, le trac...
10. Problemorama
11. Sa carrière…
12. Génération 78 (medley)
13. Problemorama
14. Femme est la nuit
15. Comme si tu étais là
16. Il y a toujours une chanson
17. Remember… c'était loin
18. Salma ya salama (versione in francese)
19. Histoire d'aimer
20. Bambino (ESECUZIONE INEDITA - live in duo con Enrico Macias)
21. Amoureuse de la vie
22. Quand s'arrêtent les violons
23. Salma ya salama (versione in egiziano)
24. Reportage "chez Dalida"
25. Et tous ces regards (live)
26. Génération 78 (medley)
27. Ti amo (Je t'aime)
28. Salma ya salama (versione in francese)
29. Toi c'est pas pareil (INEDITO - live in trio con Serge Lama e Alice Dona)
30. Je suis malade (live)
31. Sketch avec Yves Lecoq
32. Il venait d'avoir 18 ans
33. Besame mucho
34. La mer
35. Hello Dali (in duo con Petula Clark)
36. Le Lambeth Walk
37. Ça me fait rêver (medley - versione ridotta)
38. Voilà pourquoi je chante (live - versione ridotta)
39. Reportage: "Les oscars en 1974"

### Volume 7: 1979/1980
1. Ballet
2. Quand on n'a que l'amour
3. Sketch avec Yves Lecoq
4. The Lambeth Walk (versione in inglese)
5. Ballet Dalida et les Motards
6. Problemorama
7. Tico tico
8. Depuis qu'il vient chez nous
9. Ça me fait rêver (medley - versione integrale)
10. Vedrai, vedrai
11. Gigi in paradisco (versione ridotta)
12. Que reste-t-il de nos amours? (ESECUZIONE INEDITA - live in duo con Thierry Le Luron)
13. Laissez-moi danser
14. Depuis qu'il vient chez nous
15. Rio do Brasil
16. Parle plus bas (Le Parrain)
17. Laissez-moi danser
18. J'attendrai
19. Il faut danser reggae
20. Prendre le thé à deux (estratto del programma "Numéro un" del 1979: sketch "Le pays du sourire". In duo con Dave)
21. Comme disait Mistinguett
22. Laissez-moi danser
23. Rio do Brasil
24. Répétition Palais des Sports - rentrée Dalida
25. Répétition Palais des Sports
26. Alabama song (estratto)
27. Interview par José Arthur "À propos du Palais des Sports"
28. Money, money (estratto)
29. Plateau "Les Minorités" par Daniel Bilalian
30. Gigi in paradisco (versione ridotta)
31. Je suis toutes les femmes
32. Comme disait Mistinguett
33. Alabama song
34. La vie en rose
35. Laissez-moi danser
36. Money, money
37. Il venait d'avoir 18 ans
38. Il faut danser reggae
39. Gigi in paradisco (versione integrale)

### Volume 8: 1980/1985 - 2001
1. Interview par Eve Ruggieri
2. Interview par Eve Ruggieri sur l'enfance au Caire
3. Interview par Eve Ruggieri sur ses débuts au cinéma
4. Le jour le plus long
5. Je n'ai jamais pu t'oublier
6. Marjolaine
7. Je suis toutes les femmes (live)
8. À ma manière (live)
9. Il pleut sur Bruxelles
10. Et la vie continuera
11. La feria (live)
12. Dalida évoque Orlando
13. Une femme à quarante ans
14. Chanteur des années 80
15. Interview par Eve Ruggieri
16. Nostalgie
17. Quand je n'aime plus je m'en vais
18. Am tag als der regen kam (versione 1980)
19. Marjolaine
20. Danza
21. Plateau pour son disque de diamant
22. Jouez bouzouki
23. Les p'tits mots (live)
24. Femme
25. Mourir sur scène
26. Soleil
27. Femme
28. Le temps d'aimer
29. Interview des téléspectateurs
30. Le Vénitien de Levallois
31. Mourir sur scène
32. Fini, la comédie
33. Je suis malade (live all'Olympia 1981 - estratto)
34. Interview cinéma par Frédéric Mitterand
35. Salma ya salama (Sueño Flamenco)
36. Laissez-moi danser (versione remix 2001)
37. Mix live

## Tracce (Cofanetto 3 DVD)

### Disco 1
1. Dalida raconte ses débuts
2. Tico tico
3. Son arrivée à Paris...
4. Quand on n'a que l'amour
5. Commente son enfance...
6. Le Lambeth Walk
7. Sa maison en Corse...
8. Depuis qu'il vient chez nous
9. Ses spectacles, le trac...
10. Problemorama
11. Sa carrière…
12. Génération 78 (medley)
13. Problemorama
14. Femme est la nuit
15. Comme si tu étais là
16. Il y a toujours une chanson
17. Remember… c'était loin
18. Salma ya salama (versione in francese)
19. Histoire d'aimer
20. Bambino (live in duo con Enrico Macias)
21. Amoureuse de la vie
22. Quand s'arrêtent les violons
23. Salma ya salama (versione in egiziano)
24. Reportage "chez Dalida"
25. Et tous ces regards (live)
26. Génération 78 (medley)
27. Ti amo (Je t'aime)
28. Salma ya salama (versione in francese)
29. Toi c'est pas pareil (live in trio con Serge Lama e Alice Dona)
30. Je suis malade (live)
31. Sketch avec Yves Lecoq
32. Il venait d'avoir 18 ans
33. Besame mucho
34. La mer
35. Hello Dali (in duo con Petula Clark)
36. Le Lambeth Walk
37. Ça me fait rêver (medley - versione ridotta)
38. Voilà pourquoi je chante (live - versione ridotta)
39. Reportage: "Les oscars en 1974"

### Disco 2
1. Ballet
2. Quand on n'a que l'amour
3. Sketch avec Yves Lecoq
4. The Lambeth Walk (versione in inglese)
5. Ballet Dalida et les Motards
6. Problemorama
7. Tico tico
8. Depuis qu'il vient chez nous
9. Ça me fait rêver (medley - versione integrale)
10. Vedrai, vedrai
11. Gigi in paradisco (versione ridotta)
12. Que reste-t-il de nos amours? (live in duo con Thierry Le Luron)
13. Laissez-moi danser
14. Depuis qu'il vient chez nous
15. Rio do Brasil
16. Parle plus bas (Le Parrain)
17. Laissez-moi danser
18. J'attendrai
19. Il faut danser reggae
20. Prendre le thé à deux (estratto del programma "Numéro un" del 1979: sketch "Le pays du sourire". In duo con Dave)
21. Comme disait Mistinguett
22. Laissez-moi danser
23. Rio do Brasil
24. Répétition Palais des Sports - rentrée Dalida
25. Répétition Palais des Sports
26. Alabama song (estratto)
27. Interview par José Arthur "À propos du Palais des Sports"
28. Money, money (estratto)
29. Plateau "Les Minorités" par Daniel Bilalian
30. Gigi in paradisco (versione ridotta)
31. Je suis toutes les femmes
32. Comme disait Mistinguett
33. Alabama song
34. La vie en rose
35. Laissez-moi danser
36. Money, money
37. Il venait d'avoir 18 ans
38. Il faut danser reggae
39. Gigi in paradisco (versione integrale)

### Disco 3
1. Interview par Eve Ruggieri
2. Interview par Eve Ruggieri sur l'enfance au Caire
3. Interview par Eve Ruggieri sur ses débuts au cinéma
4. Le jour le plus long
5. Je n'ai jamais pu t'oublier
6. Marjolaine
7. Je suis toutes les femmes (live)
8. À ma manière (live)
9. Il pleut sur Bruxelles
10. Et la vie continuera
11. La feria (live)
12. Dalida évoque Orlando
13. Une femme à quarante ans
14. Chanteur des années 80
15. Interview par Eve Ruggieri
16. Nostalgie
17. Quand je n'aime plus je m'en vais
18. Am tag als der regen kam (versione 1980)
19. Marjolaine
20. Danza
21. Plateau pour son disque de diamant
22. Jouez bouzouki
23. Les p'tits mots (live)
24. Femme
25. Mourir sur scène
26. Soleil
27. Femme
28. Le temps d'aimer
29. Interview des téléspectateurs
30. Le Vénitien de Levallois
31. Mourir sur scène
32. Fini, la comédie
33. Je suis malade (live all'Olympia 1981 - estratto)
34. Interview cinéma par Frédéric Mitterand
35. Salma ya salama (Sueño Flamenco)
36. Laissez-moi danser (versione remix 2001)
37. Mix live